# Міффлін (Вісконсин)
Міффлін (англ. Mifflin) — місто (англ. town) в США, в окрузі Айова штату Вісконсин. Населення — 558 осіб (2020).

## Демографія
Згідно з переписом 2010 року, у місті мешкало 585 осіб у 211 домогосподарстві у складі 172 родин. Було 233 помешкання
Расовий склад населення:
| - 97,9 % — білих - 1,4 % — осіб інших рас |

До двох чи більше рас належало 0,7 %. Частка іспаномовних становила 1,7 % від усіх жителів.
За віковим діапазоном населення розподілялося таким чином: 26,2 % — особи молодші 18 років, 61,5 % — особи у віці 18—64 років, 12,3 % — особи у віці 65 років та старші. Медіана віку мешканця становила 43,6 року. На 100 осіб жіночої статі у місті припадало 103,1 чоловіків;  на 100 жінок у віці від 18 років та старших — 108,7 чоловіків також старших 18 років.
Середній дохід на одне домашнє господарство  становив 74 481 долар США (медіана — 59 167), а середній дохід на одну сім'ю — 84 335 доларів (медіана — 67 143). Медіана доходів становила 41 389 доларів для чоловіків та 28 750 доларів для жінок. За межею бідності перебувало 10,6 % осіб, у тому числі 20,4 % дітей у віці до 18 років та 0,0 % осіб у віці 65 років та старших.
Цивільне працевлаштоване населення становило 256 осіб. Основні галузі зайнятості: сільське господарство, лісництво, риболовля — 23,8 %, освіта, охорона здоров'я та соціальна допомога — 19,5 %, роздрібна торгівля — 16,0 %, виробництво — 13,7 %.